# C-ZONE
C-ZONE（シーゾーン）は、かつてチバテレビのテレビ番組『なりギャル.TV』から誕生し、主に千葉県を中心に活動していた日本の女性アイドルグループである。
2012年3月に一度解散したが、2013年に、千葉美少女図鑑のモデルから選出された4名が7期生として加入したのを機に、ユニット名をC-ZONE7（シーゾーンセブン）に改称し、後継ユニットとして活動を開始した。

## 概要

### C-ZONE
Chibaの「C」と千葉のイメージの海「シー」を取り込んで“ベイサイド”をイメージして命名された。結成当初は千葉県のローカルアイドルグループとして地元千葉を活動の中心としていたが、本格的なダンスボーカルユニットに成長し全国で活動を展開。2006年まではお笑いユニット底ぬけAIR-LINEのメンバーでテクノグループノーボトムのメンバーでもある古坂大魔王をサウンドプロデューサーに起用しデジタル色の強い楽曲が中心であった。
2007年から2010年まではアイドルグループのプロデュースで実績があった作曲家の浅野ケン（後にユニオンミュージックジャパン社長となる）をサウンドプロデューサーに起用しロック色の強い楽曲が中心となる。

### C-ZONE7
千葉美少女図鑑から選出された7期生4名で“海と夢と冒険”をテーマに結成された。

## 来歴

### 2004年
- 1月、「なりギャル.TV V3〜全国へ宣戦布告！」で行なわれた人気投票の結果、選出された浅香美香・立花美生・相原佳世の3人でユニット「C-ZONE」を結成。
- 6月6日、デビューシングル「RAVE POTIOM 〜恋の媚薬〜」を全国発売。

### 2005年
- 1月11日、セカンドシングル「WE AREC-ZONE」を発売。
- 6月6日、ファーストアルバム『HAPPY BIRTHDAY』を発売。
- 12月、1期メンバーの谷河美羽（旧：立花美生）がソロ活動のためC-ZONEでの活動を休止、瀬良垣沙耶を新メンバーに迎える。

### 2006年
- 1月11日、サードシングル「RING×3!!!」を発売。
- 2月11日、渋谷egg-manのライブを機に、2期メンバーの里中唯がC-ZONEでの活動を休止。
- 6月28日、4thシングル「サクラコオル」を発売。
- 8月9日、5thシングル「Ding Dong Dang」を発売。

### 2007年
- 6月6日、6thシングル「Winner's Soul '07」を発売。

### 2008年
- 2月、白井美穂が加入。
- 7月23日、7thシングル「Heat Course」を発売。
- 11月、白井美穂が卒業。
- 12月3日、セカンドアルバム『SEASON』を発売。

### 2009年
- 2月16日、アメーバブログ開始。
- 7月4日、ロサンゼルス・コンベンションセンターにて開催された米最大規模のアニメ・コンベンション「アニメ・エキスポ（AX）」に出演[2]。
- 10月7日、5人（池田、川瀬、北村、高井、山本）揃ってのbayfmのラジオ放送、同時にネットでの動画公開が始まる。
- 12月5日、秋葉原の石丸電気で9thシングル「Snow Breeze」発売イベントを開催。翌年に初のワンマンライブを開催する事を発表。
- 12月23日、「Snow Breeze」がガーラ湯沢の2010シーズン・パワープレイソングに起用され、27日までの5日間にわたってガーラ湯沢のDJブースをジャックした[3]。

### 2010年
- 2月19日、渋谷区にある表参道FABにて初のワンマンライブを開催。
- 3月、高井が“病気のため長期療養に入る”旨発表される。当面4人での活動となる。
- 4月、今までも北村のナレーションやC-ZONEとしても番組に出演していたチバテレビ『勝利の女神』の発展系新番組「女神のやる気」に1つのコーナーを持つ（色々な事にチャレンジするコーナー）。ナレーションも引き続き北村が担当。
- 5月3日、幕張メッセでのフリマイベントにライブ＆bayfmラジオ公開収録で参加。7月9日に新曲「SUMMER☆PARTY」発売を発表。
- 5月31日、高井の脱退が発表される。
- 6月19日、中国遼寧省瀋陽で開催された「東京カワイイファッションショー」に出演[4]。
- 7月2日、フランス・パリで開催された「Japan Expo 2010」に出演[5]。
- 7月11日、15時〜大井競馬場でライブイベント。18時〜「SUMMER☆PARTY」発売イベントを秋葉原石丸電気で開催。
- 11月1日、川瀬理央、池田彩の卒業が発表される。

### 2011年
- 4月1日、ブログにて5名の新メンバー加入が発表され、同時にメンバーの色分けもなされた。
- 4月2日、C-ZONEの番組『乙女♡グッジョブ！』放送開始。
- 12月末、西口里穂と増田有希の二人について、体調不良による休業を発表。復帰は解散ライブの一回のみ。

### 2012年
- 2月12日、出演したライブで3月31日を以て解散することを発表、ブログでも解散の旨を明らかにした。
- 3月30日、戸玉沙央の行動において「ファンや関係者、メンバーの信用を著しく失墜させる様な行為」[注 1]が発覚したため、戸玉を懲戒解雇[6]。
- 3月31日、池袋 RUIDO K3にて解散ライブ。

### 2013年
- 5月20日、千葉美少女図鑑から選出された7期生4名でユニット名を「C-ZONE7」と変えて活動を再開。

### 2014年
- 8月31日、千葉中央公園で開催された「LIVE JAM 2014 -THE END OF SUMMER- 」に出演[7]。

### 2015年
- 4月頃から活動休止状態に。後に派生ユニット「MAFINE」（あかね・まゆ）が登場するも大学受験を控えていることから短期間で終わってしまった。

## メンバー

### C-ZONE7のメンバー
| 氏名     | よみ   | 生年月日（現年齢）     | 血液型 | 出身地 | 備考                                                                                 |
| -------- | ------ | ---------------------- | ------ | ------ | ------------------------------------------------------------------------------------ |
| 平石真優 | まゆ   | 1998年8月22日（26歳）  | A型    | 千葉県 | 千葉美少女図鑑モデル出演、現在は「MAFINE」としても活動。                             |
| 渡邊朱音 | あかね | 1998年12月12日（26歳） | O型    | 千葉県 | 元Spark☆Girls2012メンバー 千葉美少女図鑑モデル出演、現在は「MAFINE」としても活動。   |
| 田辺愛末 | あみ   | 2000年3月21日（25歳）  | AB型   | 千葉県 | 元浦安マリンエンジェルスメンバー・元Spark☆Girls2012メンバー 千葉美少女図鑑モデル出演 |

### C-ZONE解散時のメンバー
| 氏名     | よみ            | 生年月日（現年齢）     | 担当カラー | 出身地   | 備考 |
| -------- | --------------- | ---------------------- | ---------- | -------- | --- |
| 山本夢   | やまもと ゆめ   | ????年9月3日           | 緑         | 兵庫県   | リーダー、2011年から平日に限り「Verge」としても活動。                                                           |
| 北村静香 | きたむら しずか | ????年2月17日          | オレンジ   | 新潟県   | 2011年から平日に限り「Verge」としても活動。                                                                     |
| 仲澤莉南 | なかざわ りな   | 1994年5月15日（31歳）  | 黄         | 神奈川県 | 解散後は「Carat」での活動に移行。                                                                               |
| 檜垣果穂 | ひがき かほ     | 1994年10月14日（30歳） | ピンク     | 東京都   | 解散後は漢字表記を桧垣果穂と改めLuce Twinkle Wink☆（元愛乙女★DOLL4期研究生「らぶ☆けんルーチェ」）として活動中。 |
| 増田有希 | ますだ ゆき     | 1994年5月23日（31歳）  | 紫         | 神奈川県 | |
| 西口里穂 | にしぐち りほ   | 1993年1月8日（32歳）   | 青         | 大阪府   | |

### 過去に在籍したメンバー
C-ZONE
- 浅香美香、1期生
- 谷河美羽（旧：立花美生）、1期生、A型
- 相原佳世、1期生
- 里中唯、1986年1月10日生まれ、2期生、A型
- 笹秀樹里、2期生、A型
- 菅崎あみ、2期生、O型
- 瀬良垣沙耶、3期生
- 斎藤圭、4期生
- 月崎薫
- 東條友実子
- 蒔田ほのか
- 宇川玲奈
- 白井美穂
- 高井美羽
- 池田彩、8月23日生まれ、O型
- 川瀬理央、8月18日生まれ、A型
- 戸玉沙央（とだま さお、1995年12月6日生まれ、埼玉県出身・赤担当）解散直前で解雇。

C-ZONE7
- 渡邉花梨（かりん、1999年4月25日、B型、千葉県出身・赤担当）- 2014年10月19日のライブをもって活動を休止、同年12月に卒業[8]。

## 作品

### タイアップ
| 曲名          | タイアップ | 収録作品             |
| C-ZONE        | C-ZONE | C-ZONE               |
| ------------- | --- | -------------------- |
| Heat course   | Cars Racing Team RUN'Aの公式応援ソング | 7th「Heat course」   |
| Future Blue   | チバテレビ『パジャマハウス』エンディング曲 | 2nd『SEASON』        |
| Winter Story  | チバテレビ『超音2〜スーパーミュージック〜』エンディング曲 | 2nd『SEASON』        |
| sweets&pretty | テレビ東京「ゴッドタン」2009年4月エンディング・テーマ FM FUJI「C-ZONE☆BABY」エンディング・テーマ Kiss-FM「C-ZONEのドリーム☆キッス」エンディング・テーマ 千葉テレビ「勝利の女神」エンディング曲                                      | 8th「sweets&pretty」 |
| Fly boy       | 千葉テレビ Jリーグ 柏レイソル応援番組「Rising Reysol」テーマ曲 | 8th「sweets&pretty」 |
| JUNCTION      | 魔法のプリンセス ミンキーモモ（第1シリーズ）30周年『ミニアニメ ミンキーモモ1st』 | 8th「sweets&pretty」 |
| Snow breeze   | ガーラ湯沢イメージソング 関西テレビ『ミュージャック』テーマ曲 Bay FM『C-ZONE Season』オープニング曲 KISS FM『C-ZONEのドリーム☆キッス』エンディング曲                                                                                | 9th「Snow breeze」   |
| SUMMER☆PARTY  | 東京サマーランド公式応援ソング tvkテレビ神奈川『キッズナビゲーション』エンディング曲 チバテレビ 『アニメ星人』 エンディング曲 チバテレビ 『女神のやる気！』 エンディング曲                                                          | 10th「SUMMER☆PARTY」 |
| C-ZONE7       | |                      |
| まりんぱわー  | bayfm『Branding Hit TOKYO』7月エンディング曲 FM愛知『Branding Hit TOKAI』7月エンディング曲 FM京都『Branding Hit KYOTO』7月エンディング曲 チバテレビ『おはYo・Hiテンション!』7月エンディング曲 テレビ東京『超流派』8月エンディング曲 | 2nd「まりんぱわー」  |
| Try Victory   | チバテレビ『高校野球全力応援TVガチファン』テーマソング チバテレビ『第94回 全国高等学校ラグビーフットボール大会 千葉県大会』テーマソング                                                                                             | 2nd「まりんぱわー」  |

### 映像作品
- 『Music Clip Vol.1』（2005年11月1日、NE-1010）

## 出演

### テレビ
- ちばテレビ年末年始特別番組「今年もやります生放送」（2004年12月31日-2005年1月1日、チバテレ）
- 超音（2005年11月4日 - 、チバテレ、毎週金曜24:30〜）- レギュラーMC
- なりギャル.TV（チバテレ）
- 勝利の女神シリーズ（勝利の女神〜3rdSTAGE〜）（チバテレ）
- 女神のやる気!（チバテレ）
- 乙女♡グッジョブ！（チバテレ）
- ウタカタ（テレビ東京、毎週月曜26:45〜）
- アフリカのツメ（2005年2月24日 - 、日本テレビ系列）
- 秋葉系アイドルチャンネル (2011年9月23日、BS11)

### ラジオ
- C-ZONEのドリーム☆キッス（Kiss-FM KOBE）- レギュラー
- C-ZONE☆BABY（エフエム富士）- レギュラー
- C-ZONE TYPE（2005年11月1日 - 、InterFM、毎週火曜25:40〜）- レギュラー
- C-ZONE Season!（bayfm）- レギュラー
- Live Station（全国コミュニティーFM40局ネット、毎週金曜25:20〜）- レギュラー